# Gustaaf van der Feltz (1853-1928)
Gustaaf Willem baron van der Feltz (Arnhem, 18 december 1853 - Assen, 16 januari 1928) was een Nederlands politicus.
Van der Feltz was een Vrijzinnig-democratisch Eerste Kamerlid uit Assen, de eerste voor die partij. Hij was de vader van W.F.E. baron van der Feltz, de neef van Tweede Kamerlid W.A. van der Feltz en de schoonzoon van De Savornin Lohman. In Assen was hij advocaat en later griffier van de Staten van Drenthe. Hij was een bekwaam jurist, die deel uitmaakte van de Staatscommissie-Heemskerk over de Grondwetsherziening. Zowel maatschappelijk als in de Senaat was hij zeer actief op velerlei terrein. Hij zette zich vooral in voor de reclassering van jeugdige gedetineerden.

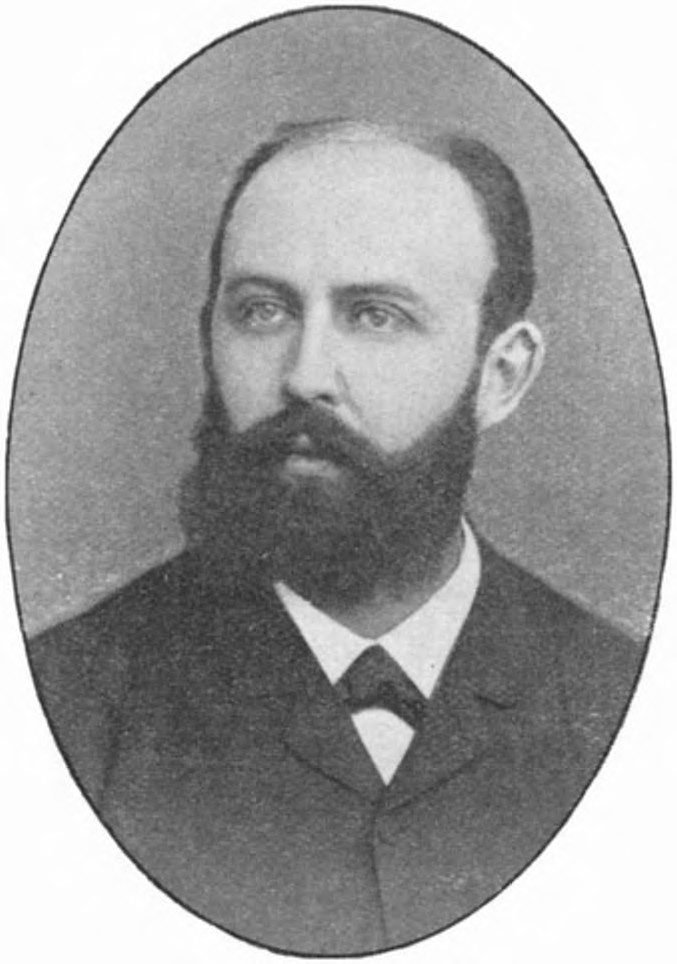
Van der Feltz, voor 1905

- Biografisch Portaal: 42809863
- Parlement.com: vg09ll0lrtym